# 二戰德軍軍用飛機列表
以下列出的是德國空軍在二次世界大戰期間設計，生產或者是服役的各種作戰飛機。

## 戰鬥機與攔截機
- Ar 64，戰鬥機 （雙翼）
- Ar 65，戰鬥機/教練機 （雙翼 - Ar 64更換引擎）
- Ar 67，戰鬥機 （雙翼） （原型機）
- Ar 68，戰鬥機 （雙翼）
- Ar 76，戰鬥機 （雙翼） + 教練機
- Ar 80，戰鬥機 （原型機）
- Ar 197，海军戰鬥機 （雙翼 - 衍生自Ar 68）
- Ar 240，重型戰鬥機 + 攻擊機
- Ar 440，重型戰鬥機 + 攻擊機
- Ba 349 （毒蛇），攔截機 （火箭引擎）
- Bv 40，滑翔機攔截機
- Bv 155，高空攔截機 （舊編號Me 155）
- Bf 109，戰鬥機
- Bf 110，重型戰鬥機 + 夜間戰鬥機
- Do 10，（Do C1） 戰鬥機 （原型機），1931
- Do 29，原型機 重型戰鬥機
- Do 335 （箭式），戰鬥轟炸機 （前後共置雙引擎配置）
- Do 435
- Do 635
- Fi 98，雙翼戰鬥機，1936年出廠
- Fw 57，重型戰鬥機轟炸機（原型機）
- Fw 159，戰鬥機 （僅有原型機）
- Fw 187 Falke （Falcon），重型戰鬥機
- Fw 190 Würger （butcher-bird），戰鬥機
- FW Triebflügel，戰鬥機，僅有紙上設計
- He 37，戰鬥機 （雙翼）
- He 38，戰鬥機 （雙翼）
- He 43，戰鬥機 （雙翼）
- He 49，戰鬥機 （雙翼）
- He 51，戰鬥機 + 密接支援（雙翼）
- He 100，戰鬥機
- He 112，戰鬥機
- He 113，（alternative propaganda designation for He 100）
- He 162 Volksjäger （人民戰鬥機），戰鬥機 （噴射引擎）
- He 219 Uhu （Eagle-Owl），夜間戰鬥機
- He 280，戰鬥機 （噴射引擎）
- Hs 121，戰鬥機 + 教練機 （原型機）
- Hs 124，重型戰鬥轟炸機 （原型機）
- Hs 125，戰鬥機 + 教練機 （原型機）
- Ho 229，戰鬥機 （飛翼）
- Ju 248，Me 263重新設計之後的編號
- Me 163 （彗星），攔截機 （火箭引擎）
- Me 209，戰鬥機 + 競速機（原型機）
- Me 209-II，戰鬥機 （原型機 - 與Me 209無關）
- Me 210，重型戰鬥機 + 偵察機
- Me 262 Schwalbe （Swallow），戰鬥機 + 攻擊機 （噴射引擎）
- Me 263，攔截機 （火箭引擎）
- Me 265，重型戰鬥機 原型機
- Me 309，戰鬥機 （原型機）
- Me 328，pulsejet 戰鬥機/攻擊機（原型機）
- Me 329，重型戰鬥機 原型機
- Me 410 Hornisse （Hornet），重型戰鬥機 + 偵查機
- Me 609 重型戰鬥轟炸機（僅有計劃）
- Ta 152，戰鬥機 （衍生自Fw 190）
- Ta 154 （蚊子），夜間戰鬥機
- Ta 183，噴射引擎戰鬥機 （原型機）

## 轟炸機與攻擊機
- Ar 66，教練機 + 夜間攻擊機
- Ar 234「閃電」（Blitz），轟炸機/偵查機/夜間戰鬥機 （噴射引擎）
- Bf 162，轟炸機 （原型機）
- BV P.194，偵察機/轟炸機/攻擊機（噴射引擎 + 螺旋槳引擎），BV 141（Ha 141）衍生機，僅有紙上設計
- Do 11，（Do F） 中型轟炸機
- Do 13，中型轟炸機，1933
- Do 17「飛行鉛筆」（Fliegender Bleistift），轟炸機/偵查機/夜間戰鬥機
- Do 18，水上轟炸機 + 偵察機
- Do 19，四引擎重型轟炸機 （原型機）
- Do 22，水上魚雷轟炸機/偵察機
- Do 23，轟炸機
- Do 215，轟炸機/夜間戰鬥機
- Do 217，轟炸機/夜間戰鬥機，Do 215衍生機
- Do 317，轟炸機/夜間戰鬥機（原型機），Do 217衍生機
- E-555，轟炸機，僅有紙上設計
- EF 132，重型轟炸機
- Fi 167，艦載魚雷轟炸機/偵察機 （雙翼）
- Fw 42，轟炸機（原型機）
- Fw 189「貓頭鷹」（Uhu），偵察機/輕型轟炸機
- Fw 191，重型轟炸機（原型機）
- Ha 140，水上魚雷轟炸機（原型機）
- He 45，轟炸機/教練機
- He 50，偵察機/俯衝轟炸機 （雙翼）
- He 111，轟炸機
- He 177「獅鷲」（Greif），長程轟炸機
- He 274，高空轟炸機
- He 277，高空轟炸機
- He 343，噴射引擎轟炸機/偵察機，僅有紙上設計
- Hs 123，攻擊機 （雙翼）
- Hs 127，噴射引擎轟炸機 （原型機）
- Hs 129，攻擊機
- Hs 130，高空偵察機/轟炸機 （噴射引擎） （原型機）
- Hs 132，俯衝轟炸機 （噴射引擎） （原型機）
- Hü 136，俯衝轟炸機 （原型機）
- Ju 86，轟炸機/超高空偵察機
- Ju 87「斯圖卡」（Stuka），俯衝轟炸機/攻擊機
- Ju 88，轟炸機/偵察機/夜間戰鬥機
- Ju 89，重型轟炸機 （原型機）
- Ju 90，轟炸機 （原型機）
- Ju 187，俯衝轟炸機 （原型機），原為Ju 87衍生機「Ju 287」，後來編號讓渡給Fw 187
- Ju 188「復仇者」（Rächer），轟炸機/偵查機/夜間戰鬥機，Ju 88衍生機
- Ju 287，噴射引擎轟炸機 （原型機），原為Ju 87衍生機，後來改為開發噴射引擎轟炸機
- Ju 288，轟炸機 （原型機），Ju 88衍生機
- Ju 290，長程轟炸機 + 偵查機
- Ju 390，長程轟炸機 （原型機），Ju 290衍生機
- Ju 488，重型轟炸機，Ju 188衍生機
- Me 264 （對美國轟炸機），長程轟炸機 （原型機）
- Ta 400，長程轟炸機

## 特殊飛行器
- 納粹飛碟     (紀錄存疑)